# 南金乡
南金乡，是中华人民共和国湖南省益阳市安化县下辖的一个乡镇级行政单位。

## 行政区划
南金乡下辖以下地区：
南金村、包台村、连湾村、宝塔山村、有福村、三龙村、将军村、七百村、卸甲村、九龙池村、花木村、合兴村、毗溪村和田口村。

## 中国传统村落
2013年8月，滑石寨被评为第二批中国传统村落。